# Joseph Burke
Pour les articles homonymes, voir Burke.
Joseph Terence Burke, né le 14 juillet 1913 et mort le 25 mars 1992, est un historien de l'art britannique,. 

## Biographie
Joseph Terence Burke naît le 14 juillet 1913 à Ealing, Londres et étudie au King's College de Londres, où il obtient un diplôme en langue et littérature anglaises. Il entreprend des études de troisième cycle au Courtauld Institute of Art et à l'Université Yale, où il obtient une maîtrise des deux universités. Il est ensuite nommé conférencier pour le Board of Extra-Mural Studies de l'université de Cambridge et, en 1938, il est nommé conservateur adjoint au Victoria and Albert Museum. 
Au déclenchement de la Seconde Guerre mondiale en 1939, Burke est nommé secrétaire du Lord Président du Conseil, poste qu'il occupe pendant toute la durée de la guerre. De 1945 à 1946, il est secrétaire particulier du Premier ministre, Clement Attlee. 
En 1947, il est nommé premier professeur Herald des beaux-arts à l'Université de Melbourne, poste qu'il occupe jusqu'en 1979. Il est président de l'Académie australienne des sciences humaines de 1971 à 1974.